# (6147) Straub
(6147) Straub es un asteroide perteneciente al cinturón de asteroides, región del sistema solar que se encuentra entre las órbitas de Marte y Júpiter, más concretamente a la familia de Eunomia, descubierto el 17 de octubre de 1977 por Cornelis Johannes van Houten en conjunto a su esposa también astrónoma Ingrid van Houten-Groeneveld y el astrónomo Tom Gehrels desde el Observatorio del Monte Palomar, Estados Unidos.

## Designación y nombre
Designado provisionalmente como 1081 T-3. Fue nombrado Straub en homenaje al escultor alemán Johann Baptist Straub. Su obra más famosa fue realizada en el estilo rococó del sur de Alemania, con transición al estilo clasicista. Sus altares blancos y dorados se pueden ver en las iglesias de Schäftlarn y Ettal. Trabajó junto con su alumno Ignaz Günther.

## Características orbitales
Straub está situado a una distancia media del Sol de 2,606 ua, pudiendo alejarse hasta 3,168 ua y acercarse hasta 2,043 ua. Su excentricidad es 0,215 y la inclinación orbital 12,14 grados. Emplea 1536,67 días en completar una órbita alrededor del Sol.

## Características físicas
La magnitud absoluta de Straub es 12,9. Tiene 6,997 km de diámetro y su albedo se estima en 0,167. 